# 梶田叡一
梶田 叡一（かじた えいいち、1941年（昭和16年）4月3日 - ）は、日本の教育心理学者。兵庫教育大学名誉教授。

## 来歴・人物
島根県松江市生まれ、鳥取県米子市育ち。1960年鳥取県立米子東高等学校卒業。1964年京都大学文学部哲学科心理学専攻卒業。1971年「自己意識の社会心理学的研究 特に対人認知および対人関係の規定因としての自己意識について」で文学博士の学位を取得。1966年国立教育研究所勤務、主任研究官、1977年日本女子大学文学部助教授、1981年大阪大学人間科学部助教授、教授、1994年京都大学高等教育教授システム開発センター教授、98年同センター長。同10月京都ノートルダム女子大学学長、2002年4月学校法人聖ウルスラ学院理事長兼務（現職）、2004年4月-2019年3月学校法人松徳学院理事長兼務、2006年兵庫教育大学学長、2010年-2012年環太平洋大学学長。2014年4月-2017年3月奈良学園大学学長。2018年4月、桃山学院教育大学学長就任。
1989年8月-1996年7月、大阪府箕面市教育委員会委員・委員長。1991年11月-1993年11月、教育職員養成審議会委員。2000年2月-2000年12月、教育改革国民会議委員。2001年2月-2011年1月、中央教育審議会で委員、副会長、初等中等教育分科会長、教育課程部会長、基本問題部会委員などを歴任。2003年4月-2018年12月、大阪府私立学校審議会会長。2011年2月-2013年1月、中央教育審議会で臨時委員、初等中等教育分科会委員、教育課程部会委員、教員養成部会委員。2013年2月-2017年1月、中央教育審議会臨時委員、初等中等教育分科会委員。ほかに、人間教育研究協議会代表、日本語検定委員会理事長。2022年、瑞宝重光章受章。

## 著書
- 『児童・生徒理解と教育の過程』金子書房、1972
- 『教育における評価の理論』金子書房、1975
- 『授業改革の論理』文化開発社、1977
- 『教育指導の基本視座』金子書房、1978
- 『現代教育評価論』金子書房、1980
- 『自己意識の心理学』東京大学出版会 UP選書、1980
- 『新しい教育評価の考え方』教師のためのベストライブラリー 第一法規出版、1981
- 『生き生きした学校教育を創る』有斐閣選書、1982
- 『教育評価』有斐閣双書、1983
- 『子どもの自己概念と教育』東京大学出版会 UP選書、1985
- 『自己教育への教育』明治図書出版 教育新書、1985
- 『形成的な評価のために』明治図書出版 教育新書、1986
- 『たくましい人間教育を 真の自己教育力を育てる』金子書房、1986
- 『ブルーム理論に学ぶ』明治図書出版 教育選書、1986
- 『真の個性教育とは』国土社の教育選書、1987
- 『内面性の人間教育を 真の自立を育む』金子書房、1989
- 『生き方の心理学』有斐閣選書、1990
- 『内面性の心理学』シリーズ人間性の心理学 大日本図書、1991
- 『生き方の人間教育を 自己実現の力を育む』金子書房、1993
- 『教育における評価の理論』金子書房、1994
- 『学びと育ちのフィールド 人間教育の具現を求めて』金子書房、1994
- 『教育評価 学びと育ちの確かめ』放送大学教育振興会、1995
- 『子どもの発達と教育 2 <自己>を育てる 真の主体性の確立』金子書房、1996
- 『<生きる力>の人間教育を』金子書房、1997
- 『意識としての自己 自己意識研究序説』自己の探求 金子書房、1998
- 『子どもの心を育てる授業 フィールド・ノート』国土社、1998
- 『新しい大学教育を創る 全入時代の大学とは』有斐閣選書、2000
- 『基礎・基本の人間教育を』金子書房、2001
- 『<お茶>の学びと人間教育』淡交社、2002
- 『絶対評価〈目標準拠評価〉とは何か 「徹底理解」新しい教育評価』小学館 教育技術mook、2004
- 『教師・学校・実践研究 人間教育の基盤を創る』金子書房、2005
- 『和魂に学ぶ 日本人の源流を求めて』東京書籍 教育と文化シリーズ、2006
- 『教育評価入門 学びと育ちの確かめのために』協同出版、2007
- 『〈現代っ子〉ノート』東京書籍 シリーズアクティブキッズ!、2007
- 『新しい学習指導要領の理念と課題 確かな学力を基盤とした生きる力を』図書文化社、2008
- 『自己を生きるという意識 〈我の世界〉と実存的自己意識』金子書房、2008
- 『日本の感性和魂ルネッサンス』日本人・心の源流 あすとろ出版、2009
- 『教師力再興 優れた教師に満ち満ちた学校に』明治図書出版 教育改革選書、2010
- 『内面性の人間教育を』[㈱ERP]、2014
- 『たくましい人間教育を』[㈱ERP]、2014
- 『〈現代っ子〉に人間教育を』[㈱ERP]、2014
- 『不干斎ハビアンの思想』[創元社]、2014
- 『人間教育のために』[金子書房]、2016
- 『教師力の再興』[文溪堂]、2017
- 『〈いのち〉の教育のために』[金子書房]、2018

### 共編著
- 『授業研究の新課題 1 形成的評価による完全習得学習』植田稔共編著 明治図書出版、1976
- 『到達度評価の展開と授業改革』双書到達度評価と教育革新 編著 明治図書出版、1979
- 『到達度評価の理論と教育革新』双書到達度評価と教育革新 編著 明治図書出版、1979
- 『おちこぼれ・おちこぼし なぜ学業不振におちいるか』北尾倫彦共編 有斐閣選書、1984
- 『自己学習能力の育成 授業の設計と展開』学校の共同研究 静岡大学教育学部附属浜松中学校共著 明治図書出版、1984
- 『双書・形成的評価と授業改革 2 形成的評価による国語科授業改革』陣川桂三共編 明治図書出版、1985
- 『双書・形成的評価と授業改革 3 形成的評価による算数科授業改革』植田稔共編 明治図書出版、1985
- 『双書・形成的評価と授業改革 4 形成的評価による数学科授業改革』高橋庸共編 明治図書出版、1985
- 『双書・形成的評価と授業改革 1 形成的評価の新展開』編 明治図書出版、1985
- 『形成的評価による授業設計マニュアル 目標分析から単元指導計画まで』加藤明共編著 第一法規出版、1986
- 『自己教育の力を育てる教育実践』学校の共同研究 愛知県半田市立成岩中学校共著 明治図書出版、1986
- 『形成的評価による授業設計マニュアル・算数』加藤明共編著 第一法規出版、1987
- 『自己認識自己概念の教育』編 ミネルヴァ書房、1987
- 『形成的評価による授業設計マニュアル・理科』中山洋司共編著 第一法規出版、1988
- 『自己意識の発達心理学』編著 金子書房、1989
- 『生活科授業の設計と展開』加藤明共編 国土社、1989
- 『小/中学校新しい授業づくりと形成的評価』編著 東京書籍 東書TMシリーズ、1990
- 『新・児童心理学講座 第13巻 学校教育と子ども』責任編集 金子書房、1992
- 『自己意識心理学への招待 人とその理論』編 有斐閣ブックス、1994
- 『新しい学力観に立つ授業づくりの方法 目標の吟味から評価の手だてまで』加藤明共編著 東京書籍、1995
- 『新しい学力観に立つ評価のあり方 個性を育てる通知表』古川治共編著 東京書籍、1995
- 『教育心理学への招待』編著 ミネルヴァ書房、1995
- 『現代の教育技術学 上巻 授業研究の新しい展望』編著 明治図書出版、1995
- 『新学力観時代の通知表改革事例集』編 明治図書出版、1995
- 『自己意識研究の現在』編 ナカニシヤ出版、2002-05
- 『教育の最新事情 教員免許状更新講習テキスト』山極隆共編著 ミネルヴァ書房、2009
- 『「言語力」を育てる授業づくり』甲斐睦朗共編著 図書文化社、2009
- 『自己の心理学を学ぶ人のために』溝上慎一共編 世界思想社、2012
- 『通知表所見の文例&ポイント解説 子どもの成長をしっかり伝える 小学校』古川治共編著 学陽書房、2013

### 翻訳
- B・S・ブルーム他『教育評価法ハンドブック 教科学習の形成的評価と総括的評価』渋谷憲一、藤田恵璽共訳 第一法規出版、1973
- B.S.ブルーム他『学習評価ハンドブック』渋谷憲一、藤田恵璽共訳 第一法規出版、1974
- 金豪権『完全習得学習の原理 マスタリー・ラーニング』監訳 文化開発社、1976
- B.S.ブルーム『個人特性と学校学習 新しい基礎理論』松田弥生共訳 第一法規出版、1980
- ブルース・A.ブラッケン編『自己概念研究ハンドブック 発達心理学、社会心理学、臨床心理学からのアプローチ』浅田匡共監訳 金子書房、2009

## 参考
- [ISBN 978-4-313-65245-3]
- 『現代日本人名録』2002年